# Johann Ludwig von Kuefstein

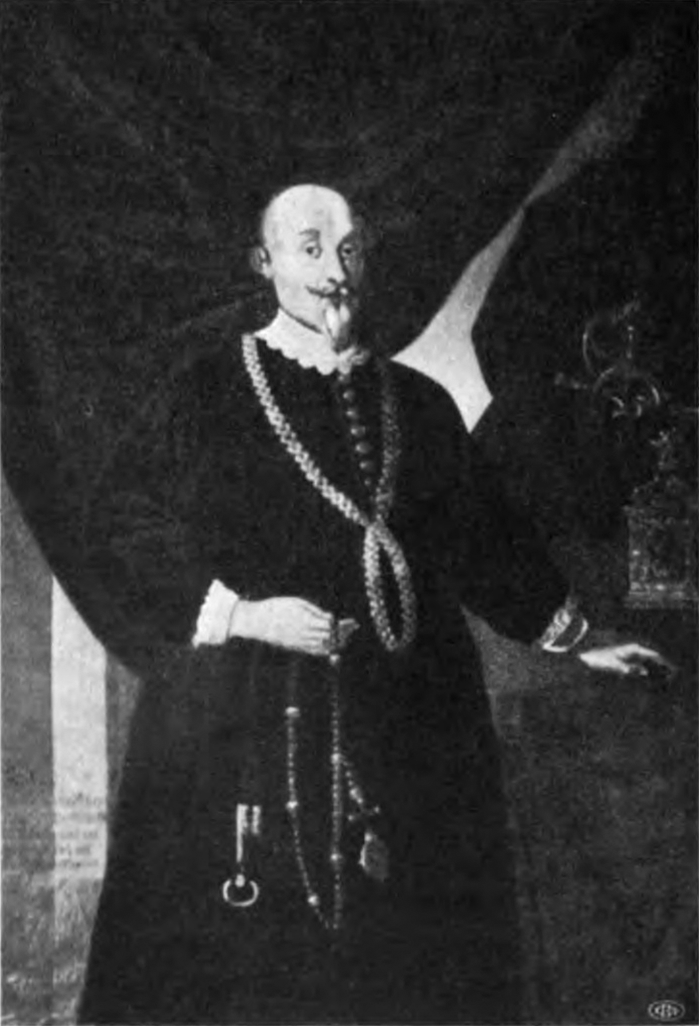
Johann Ludwig von Kuefstein

Johann Ludwig Graf von Kuefstein, auch Khueffsteiner (* 11. Juni 1582 wahrscheinlich auf Schloss Greillenstein, Niederösterreich; † 27. September 1656 in Linz) war ein Diplomat und Romanübersetzer der Barockzeit. Von 1630 bis zu seinem Tod war er Landeshauptmann von Oberösterreich. Er wird gelegentlich verwechselt mit Georg Adam Freiherr von Kuefstein (1605–1656), genannt „Der Kunstliebende“ in der Fruchtbringenden Gesellschaft. Johann Ludwig war dort nie Mitglied.

## Biografie

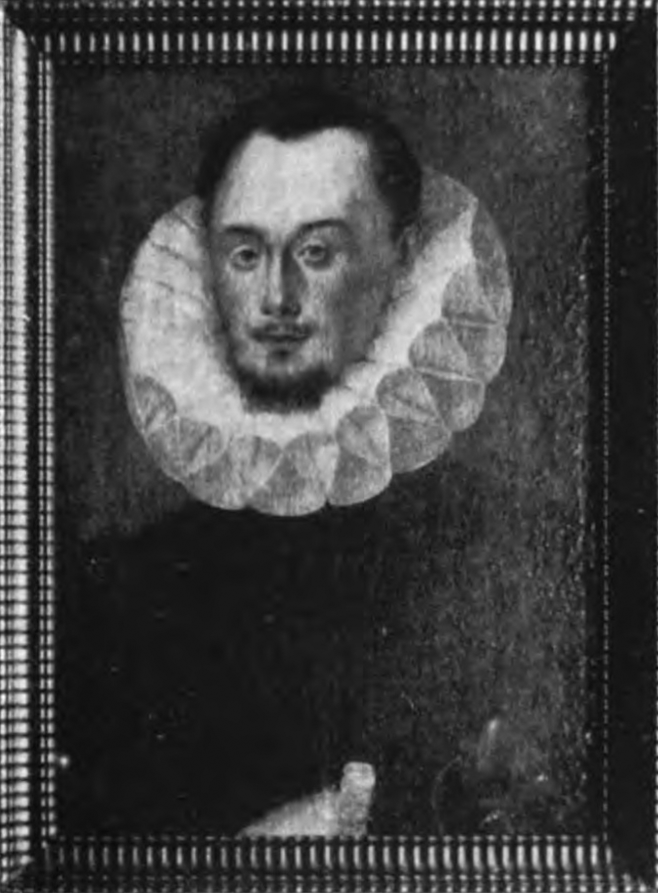
Hans Ludwig von Kuefstein im Alter von 21 Jahren (1604)

Er entstammt dem alten Adelsgeschlecht Kuefstein aus Niederösterreich, das wie ein großer Teil des ober- und niederösterreichischen Landadels protestantisch war. Von privaten Hofmeistern ausgebildet, folgte er seinen älteren Brüdern Lorenz und Wilhelm zuerst nach Prag (1590–1593) und dann nach Jena, wo er sich im Alter von zwölf Jahren an der dortigen Universität immatrikulierte. Sein Studienweg führte ihn weiter nach Italien, wo er von 1600 bis 1601 an den Universitäten Padua, Bologna und Siena sich weitere Kenntnisse aneignete. Nach seiner Heimkehr weilte er kurze Zeit noch einmal an der Universität in Prag. 1603 unternahm er eine Reise nach Spanien. Trotz der gegenreformatorischen Verfolgung seiner Glaubensgenossen vertrat er als Protestant deren Interessen und war stets gern gesehen am Hof. Als es darum ging einen Waffenstillstandsvertrag mit dem Sultan zu erreichen und die Zeit knapp war, wurde er als Botschafter nach Konstantinopel entsandt. Dieser Auftrag ereilte ihn nur einige Wochen nach seiner Konversion zum katholischen Glauben (Am 27. September 1627 empfing er öffentlich die Kommunion). Nach persönlicher Audienz bei Kaiser Ferdinand II. und dessen Gemahlin und der Zusicherung im Falle des Scheiterns sich um seine Familie zu kümmern (seine noch junge Frau war hochschwanger) willigte er ein und verließ schließlich im Juli 1628 Österreich. Er erreichte einen 30 Jahre dauernden Waffenstillstand bei Sultan Murad IV. und dankte der Mutter Gottes für die sichere Rückkehr (im Dezember 1629), die, so seine persönlichen Berichte, „Immer eine schützende Hand über Ihn gehabt haben müsse“.
Als Anerkennung seiner Dienste wurde er 1630 als Nachfolger Adams von Herberstorff zum Landeshauptmann für Oberösterreich ernannt. Er machte sich besonders verdient in den oberösterreichischen Bauernkriegen, wo er sehr um eine friedliche Lösung bemüht war, wodurch er sich großen Zuspruch seitens der Bevölkerung erwarb. Bereits 1630 zum geheimen Rat befördert, wurde er 1634 in den Reichsgrafenstand erhoben. Reichbegütert starb Kuefstein 1656 zu Linz und wurde hier in der Minoritenkirche bestattet.

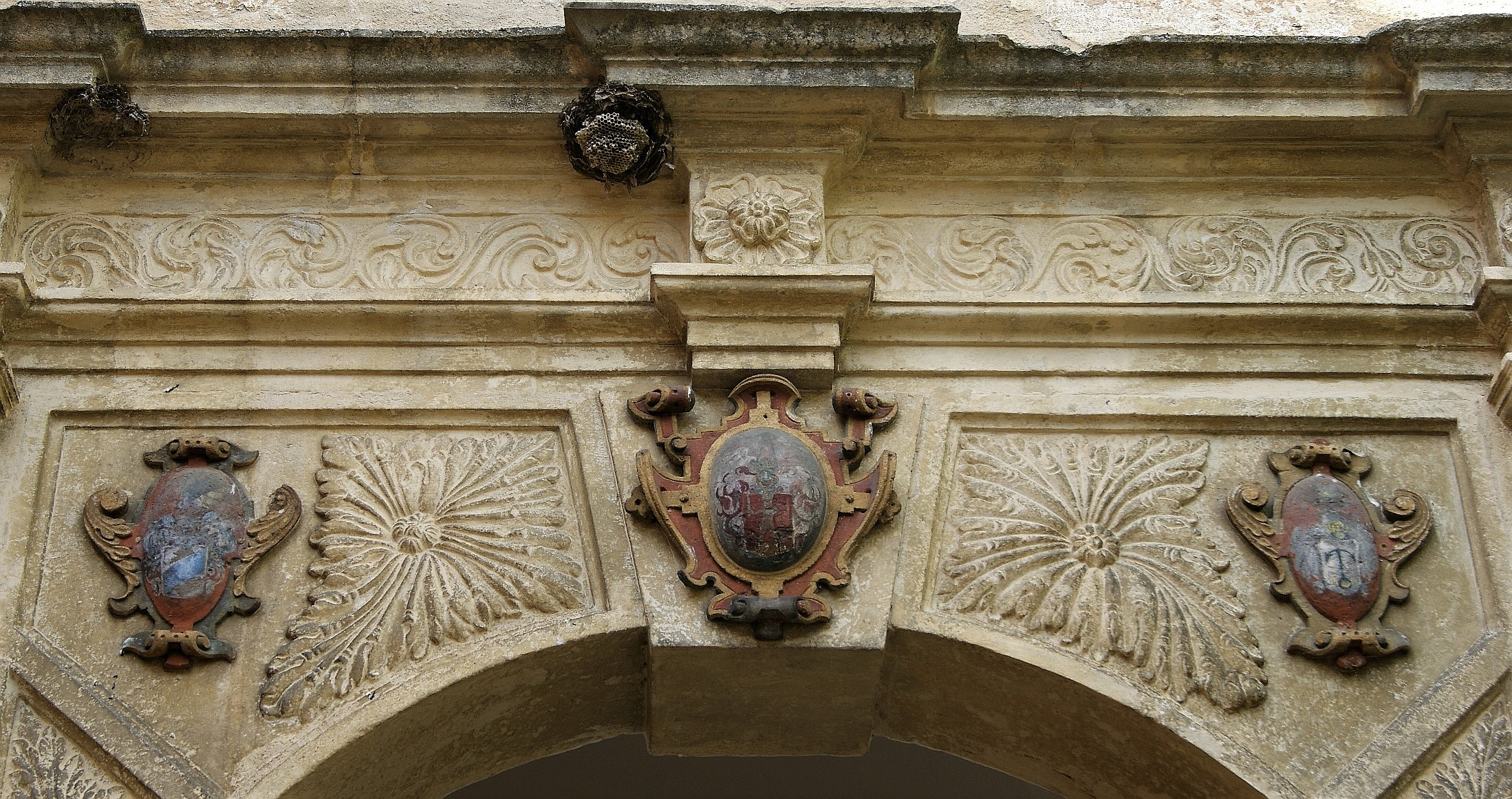
Wappen des Johann Ludwig von Kuefstein mit den Wappen seiner beiden Ehefrauen Maria Grabner von Rosenburg (1589–1623) (links) und Susanna Eleonora von Stubenberg (1602–1658) (rechts) in einem Innenhof auf Schloss Buchberg

Hans Ludwig von Kuefstein war in erster Ehe mit Maria Grabner von Rosenburg (1589–1623), Tochter des Sebastian II. Grabner zu Rosenburg, und in zweiter Ehe mit Susanna Eleonora von Stubenberg (1602–1658) verheiratet. Aus zweiter Ehe entstammten die Kinder Gottlieb, Gotthilf, Anna Dorothea, Eleonora, Constantia, Susanna Maria, Theresia, Lobgott (1632–1680), Ehrgott, Gottrau, Preisgott, Diengott, Gottwill, Johanna Ludwiga und Hilfgott (1643–1713). Am 25. Juli 1648 verheiratete von Kuefstein seine minderjährige Tochter Susanna Maria gegen deren Willen mit dem 57-jährigen Johann von Werth.
Kuefsteins schriftstellerisches Werk besteht neben Übersetzungen aus dem Spanischen von Montemayors Schäferroman Diana (1619, mehrmals aufgelegt und 1646 von Georg Philipp Harsdörffer überarbeitet) und Diego de San Pedros Liebesroman Gefängnüss der Lieb (Carcel de Amor, 1492), vor allem aus sechs Diarien, in denen er von seinen diplomatischen Missionen berichtet. Sie sind bislang ungedruckt. Eine ebenfalls ungedruckte Übersetzung von Boccaccios Fiammetta ging verloren, eine Auswahl-Übersetzung der Briefe Senecas (Der Christliche Seneca) erschien postum 1670.

## Werke

### Übersetzungen
- Jorge de Montemayor: Die schöne verliebte Diana auss Hispanischer Sprach verteutscht. Linz 1619 (die lateinische Fassung Kaspar von Barths beruht auf diesem deutschen Text, nicht auf dem spanischen Original).
- Jorge de Montemayor: Diana...in zweyen Theilen...geteutschet...Anjetzo aber mit dess Herrn C. G. Polo...dritten Theil vermehret...durch G.P.H. [Georg Philipp Harsdörffer]. Nürnberg 1646 (Neudruck: Darmstadt 1971).
- Diego de San Pedro: Carcell de Amor oder Gefängnüss der Lieb. Leipzig 1625 (Neudruck: Hrsg. Gerhart Hoffmeister. Bern 1976).
- Lucius Annaeus Seneca: Der Christliche Seneca, das ist Christliche Tugenden, aus denen Episteln...in teutsche Sprache versetzet. Frankfurt/M. 1670 (Auswahl).

### Tagebücher
- Linzer Diarium (1619)
- Niederländisches Diarium (1619, Hintergrund ist eine geplante Gesandtschaft nach Brüssel, die nicht stattfand)
- Nürnberger Diarium (1619)
- Horner Diarium (1620)
- Retzer Diarium (1620)
- Türkisches Diarium (1627–1629)

## Werk- und Literaturverzeichnis
- Gerhard Dünnhaupt: Johann Ludwig Reichsgraf von Kuefstein. In: Personalbibliographien zu den Drucken des Barock. Band 4, Hiersemann, Stuttgart 1991, ISBN 3-7772-9012-2, S. 2429–34.